# Komsomolskoje (Czuwaszja)
Komsomolskoje (ros. Комсомольское) – wieś (sieło) w Rosji, w Czuwaszji, ośrodek administracyjny rejonu komsomolskiego. W 2010 liczyła 4905 mieszkańców.